# サムタイム・イン・ニューヨーク・シティ
『サムタイム・イン・ニューヨーク・シティ』(英語: Sometime in New York City)は、1972年に発表されたジョン・レノンとオノ・ヨーコによる共作アルバムである。

## 概要
本作は2枚組アルバムで、A面とB面はアルバム・タイトルと同じく『サムタイム・イン・ニューヨーク・シティ』と題されたスタジオ録音、C面とD面は『ライブ・ジャム』(英語: Live Jam)と称されたライブ音源集である。

### 『サムタイム・イン・ニューヨーク・シティ』
A面とB面に収録された10曲はニューヨークのレコード・プラント・スタジオで1971年12月から1972年3月にかけて制作された。その内訳は、レノン作が2曲、ヨーコ作が3曲、共作が5曲である。フィル・スペクターが共同プロデューサーを務め、ジム・ケルトナー（ドラムス）とニューヨーク・シティ出身のエレファンツ・メモリーのメンバーが参加した。
1971年9月、レノンとヨーコはニューヨークに移住し、政治、平和等に関する活動を行った。本作はレノンのアルバムの中でも最も政治的な色合いが濃い作品に仕上がっている。『ジョンの魂』(1970年)や『イマジン』(1971年)でも政治を風刺した楽曲や平和をテーマとした楽曲は制作されていたが、本作ではシングルで先行発表された「女は世界の奴隷か!」をはじめとして、非常に直接的な言葉が使われた楽曲が多い。

### 『ライブ・ジャム』
C面には1969年12月15日にロンドンのライシーアム劇場で開催された UNICEF主催のチャリティー・コンサート『ピース・フォー・クリスマス』 に、プラスティック・オノ・バンドを率いて出演した時の音源が収録された。同年10月24日にプラスティック・オノ・バンドの2作目のシングルとして発表された「コールド・ターキー」と「ドント・ウォリー・キョーコ」の演奏が収録され、レノンの生涯最後のイギリスでのライブ活動の模様が捉えられている。エリック・クラプトンやジョージ・ハリスン、キース・ムーン、ビリー・プレストンらが参加している。
D面にはレノンとヨーコが1971年6月6日にニューヨークのフィルモア・イーストで、フランク・ザッパ・アンド・ザ・マザーズ・オブ・インヴェンションのコンサートのアンコールにゲスト出演した時の音源が収録された。レノンとザッパは各々が単独で音源を編集して別々に発表する事に同意しており、本作にはレノンの編集が収録され、1曲目のジ・オリンピックスの「ウェル」以外の曲の曲名と作者名も全てレノンが独自に決定した。2曲目はレノン/オノ作の「ジャムラグ」となっているが、内容はザ・マザーズ・オブ・インヴェンションによるザッパ作の'King Kong'（1969年）の演奏である。「オー」はザ・マザーズ・オブ・インヴェンションが退場した後の録音で、レノンのギターのフィードバック音とヨーコの叫び声からなる。

## アルバム・ジャケット
アルバム・カバーは新聞を模しており、記事は歌詞になっている。アメリカ合衆国第37代大統領のリチャード・ニクソンと中華人民共和国中国共産党中央委員会主席の毛沢東が裸踊りをする合成写真、一部店舗では女性のヌード・イラストがステッカーで隠されて販売された。アメリカ盤の内袋には"New Army Pay Rise!"という1970年4月1日号「THE SUN」の記事が複写されている。
Live Jamの内袋は、ザ・マザーズ・オブ・インヴェンションのFillmore East - June 1971のカバーにレノン自ら手書きで加筆したものが使われている。
アルバムには炬火が拳に代えられた自由の女神像のカード、アメリカ盤にはさらに"National Committee for John & Yoko"への郵便書簡が添付された。

## リイシュー
2005年には、最新のリミックスとリマスタリングを施し、ボーナストラックとして、1971年11月にシングルで発表した「ハッピー・クリスマス（戦争は終った）」と、カップリング曲であるヨーコの「リッスン・ザ・スノウ・イズ・フォーリング」を追加したバージョンが発売された。
2010年には最新のリマスタリングを施した紙ジャケット仕様の2枚組アルバムとして発売された。
また、発売から50年の節目となる2022年には、最新のリミックス&リマスタリングを施し、デモ音源や未公開音源、別ミックスの音源を収録した『サムタイム・イン・ニューヨーク・シティ:アルティメイト・コレクション』の発売が予定されている。

## 収録曲

### ディスク1：Sometime In New York City
1. 女は世界の奴隷か!　Woman is the Nigger of the World (John Lennon and Yoko Ono)
2. シスターズ・オー・シスターズ　Sisters, O Sisters (Ono)
3. アッティカ・ステート　Attica State (Lennon and Ono)
4. ボーン・イン・ア・プリズン　Born in a Prison (Ono)
5. ニューヨーク・シティ　New York City (Lennon)
6. 血まみれの日曜日　Sunday Bloody Sunday (Lennon and Ono)
7. ザ・ラック・オブ・ジ・アイリッシュ　The Luck of the Irish (Lennon and Ono)
8. ジョン・シンクレア　John Sinclair (Lennon)
9. アンジェラ　Angela (Lennon and Ono)
10. ウィアー・オール・ウォーター　We're All Water (Ono)

### ディスク2：Live Jam

#### Performed live at the Lyceum Ballroom in London, England on 15 December 1969, for aUNICEFcharity
1. コールド・ターキー　Cold Turkey (Lennon)
2. ドント・ウォリー・キョーコ　Don't Worry Kyoko (Ono)

#### Recorded live at the Fillmore East in New York City with Frank Zappa and The Mothers of Invention on 6 June 1971
1. ウェル（ベイビー・プリーズ・ドント・ゴー）　Well (Baby Please Don't Go) (Walter Ward)
2. ジャムラグ　Jamrag (Lennon and Ono)
3. スカムバッグ　Scumbag (Lennon/Ono/Zappa)
4. オー　Au (Lennon and Ono)

### 2005年のリミックス/リマスター版
2005年のリミックス/リマスター版ではライヴ・ジャム後半の3曲がカットされ、シングル・リリースの2曲が追加された。
1. 女は世界の奴隷か!　Woman is the Nigger of the World
2. シスターズ・オー・シスターズ　Sisters, O Sisters (Ono)
3. アッティカ・ステート　Attica State
4. ボーン・イン・ア・プリズン　Born in a Prison (Ono)
5. ニューヨーク・シティ　New York City
6. 血まみれの日曜日　Sunday Bloody Sunday
7. ザ・ラック・オブ・ジ・アイリッシュ　The Luck of the Irish
8. ジョン・シンクレア　John Sinclair
9. アンジェラ　Angela
10. ウィアー・オール・ウォーター　We're All Water (Ono)
11. コールド・ターキー　Cold Turkey
12. ドント・ウォリー・キョーコ　Don't Worry Kyoko (Ono)
13. ウェル（ベイビー・プリーズ・ドント・ゴー）　Well (Baby Please Don't Go) (Walter Ward)

ボーナス・トラック
1. リッスン・ザ・スノウ・イズ・フォーリング　Listen, the Snow is Falling (ono)
2. ハッピー・クリスマス（戦争は終った）　Happy Xmas (War is Over)

## 参加ミュージシャン

### ディスク1：Sometime In New York City
- ジョン・レノン- Vocal (#1,3,4,5,6,7,8,9), Guitar (#1-10)
- オノ・ヨーコ- Vocal (#2,3,4,6,7,9,10)
- ジム・ケルトナー- Drums (#1-10)
- エレファンツ・メモリー
  - ウェイン・テックス・ガブリエル- Guitar (#1,2,3,4,5,6,7,10)
  - ゲーリー・ヴァン・サイオック- Bass (#1-10)
  - リチャード・フランク・ジュニア- Drums (#1-10), Percussion (#1-10)
  - アダム・イッポリト- Piano (#1-10), Organ (#1-10)
  - ジョン・ラ・ボスカ- Piano (#4)
  - スタン・ブロンスタイン- Saxophone (#1,2,3,4,5,6,9,10), Flute (#7)

### ディスク2：Live Jam

#### Performed live at the Lyceum Ballroom in London, England on 15 December 1969, for aUNICEFcharity
- ジョン・レノン- Vocal, Guitar
- オノ・ヨーコ- Vocal, Bag
- エリック・クラプトン- Guitar
- デラニー&ボニー- Guitar, Percussion (and friends, brass, percussion)
- ジョージ・ハリスン- Guitar
- クラウス・フォアマン- Bass
- ニッキー・ホプキンス- Electric piano (overdubbed in N.Y. as Organ was lost)
- ジム・ゴードン- Drums
- アラン・ホワイト- Drums
- キース・ムーン- Drums
- ビリー・プレストン- Organ
- ボビー・キーズ- Saxophone
- ジム・プリンス- Trumpet (uncredited)

#### Recorded live at the Fillmore East in New York City with Frank Zappa and The Mothers of Invention on 6 June 1971
- ジョン・レノン- Vocal, Guitar
- オノ・ヨーコ- Vocal, Bag
- エインズレー・ダンバー- Drums
- ボブ・ハリス- Keyboards, Vocals
- ハワード・カイラン- Vocals
- ジム・ポンズ- Bass, Vocals
- ドン・プレストン- Mini-Moog
- イアン・アンダーウッド- Keyboard, Vocals, Woodwinds
- マーク・ボルマン- Vocals
- フランク・ザッパ- Guitar, Vocals